# The Strumbellas
The Strumbellas è un gruppo musicale canadese alternative country/indie folk formatosi a Toronto nel 2008. Il gruppo è composto da Jimmy Chauveau, David Ritter, Jon Hembrey, Izzy Ritchie e Darryl James.

## Attività
Hanno pubblicato il loro primo album My Father and the Hunter sotto un'etichetta discografica indipendente nel 2012, per poi passare alla Six Shooter Records l'anno successivo, pubblicando il secondo disco, We Still Move on Dance Floors. Grazie a questo lavoro, nel 2014 hanno vinto un Juno Awards nella categoria "Roots & Traditional Album of the Year: Group", dopo essere stato nominato anche per il precedente album.
Hanno raggiunto la popolarità su scala internazionale nel 2016 grazie al singolo Spirits, primo estratto dal loro terzo album Hope, pubblicato il 22 aprile. Il brano ha ottenuto un buon successo radiofonico e commerciale in diversi paesi, raggiungendo la vetta della classifica "Billboard Alternative Songs".

## Formazione

#### Membri attuali
- David Ritter - tastiere
- Isabel Ritchie - violino
- Jon Hembrey - chitarra elettrica
- Darryl James - basso
- Jimmy Chauveau - voce, chitarra acustica

#### Membri in tournée
- Miles Gibbons - batteria, percussioni

#### Ex membri
- Simon Ward - voce, chitarra acustica
- Jeremy Drury - batteria, percussioni

## Discografia

### Album
- 2012 – My Father and the Hunter
- 2013 – We Still Move on Dance Floors
- 2016 – Hope
- 2019 – Rattlesnake
- 2024 – Part Time Beliver

### EP
- 2009 – The Strumbellas
- 2025 – Burning Bridges Into Dust

### Singoli
- 2016 – Spirits

## Premi e riconoscimenti
- 2014 - Juno Awards - "Roots & Traditional Album of the Year: Group"[3]